# كريشنا ريبو
كريشنا ريبو (بالإنجليزية: Krishna Riboud)‏ هي مؤرخة فرنسية وهندية، ولدت في 12 أكتوبر 1926 في كلكتا في الهند، وتوفيت في 27 يونيو 2000 في باريس في فرنسا.